# 王宝森
王宝森（1935年2月—1995年4月4日），男，汉族，河北房山（今北京市房山区）人，原中共北京市委常委、北京市人民政府副市长兼北京市计划委员会党组书记、主任。后因涉及腐败案件而自杀身亡。

## 生平
王宝森生于1935年2月，大专文化（宣武区红旗夜大政经专业），1955年1月加入中国共产党，1951年7月参加工作。历任通县行政专署财政科干部，通县人民政府财政科科员，北京市财政局预算科科员，北京市财税局预算处科员、副处长、处长，北京市财政局党组成员、副局长，北京市财政局党组书记、局长，北京市市长助理。后来他担任中共北京市委常委、北京市副市长兼北京市计划委员会党组书记、主任。
1995年4月4日，因牵涉无锡新兴实业公司非法集资案，王宝森使用手枪自杀于北京怀柔琉璃庙镇崎峰茶村附近。7月4日，中共中央纪律检查委员会開除王寶森的黨籍。根据法律规定，由于王宝森已死亡，故不再追究其刑事责任。1998年4月，经有关部门批准，王宝森的遗体被火化。